# سرزمین اصلی جنوب شرق آسیا
سرزمین اصلی جنوب شرق آسیا، که به عنوان شبه‌جزیره هندوچین یا هندوچین نیز شناخته می‌شود، بخش قاره‌ای جنوب شرق آسیا است. این سرزمین در شرق شبه‌قاره هند و جنوب سرزمین اصلی چین قرار دارد و از غرب با اقیانوس هند و از شرق با اقیانوس آرام هم‌مرز است. هندوچین شامل کشورهای کامبوج، لائوس، مالزی (به ویژه شبه‌جزیره مالزی)، میانمار (برمه)، تایلند و ویتنام است.
اصطلاح هندوچین (در اصل هندو-چین) در اوایل سده نوزدهم ابداع شد و بر تأثیر فرهنگی هند و چین بر این منطقه تأکید داشت. این اصطلاح بعداً به عنوان نام مستعمره هندوچین فرانسه (کامبوج، لائوس و ویتنام امروزی) پذیرفته شد.

## فرهنگ
سرزمین اصلی آسیای جنوب شرقی در تضاد با ناحیه دریایی جنوب شرق آسیا است. این تفاوت بیشتر در سبک زندگی خشکی محور در هند و چین و سبک زندگی دریا محور در مجمع‌الجزایر مالایی و فیلییپین و همچنین خط تقسیم میان زبان‌های آستروآسیایی، تای-کادای و چینی-تبتی (رایج در سرزمین اصلی جنوب شرق آسیا) و آسترونزیایی (رایج در ناحیه دریایی جنوب شرق آسیا، گرچه مالایی در سرزمین اصلی جنوب شرق آسیا نیز رایج است) است. زبان‌های سرزمین اصلی منطقه زبانی جنوب شرقی آسیا را تشکیل می‌دهند و گرچه به چندین خانواده زبانی مستقل تعلق دارند، اما در طول تاریخ به هم نزدیک شده‌اند و شباهت‌های گونه‌شناختی مشترک بسیاری دارند.
کشورهای سرزمین اصلی جنوب شرق آسیا به مقادیر متفاوتی از فرهنگ هند و چین تأثیر پذیرفته‌اند. برخی از فرهنگ‌ها مانند فرهنگ کامبوج، لائوس و تایلند عمدتاً تحت تأثیر هند و با نفوذ کمتری از چین قرار دارند. دیگر فرهنگ‌ها مانند ویتنام، بیشتر تحت تأثیر فرهنگ چینی هستند و تنها تأثیرات فرهنگی جزئی از هند (در ویتنام عمدتاً از طریق تمدن چامپا) پذیرفته‌اند.
امروزه بیشتر این کشورها تأثیرات فرهنگی غربی را نیز نشان می‌دهند که در دوران امپریالیسم اروپایی در آسیا و استعمار در آسیای جنوب شرقی آغاز شد.
به‌طور کلی، دین سرزمین اصلی جنوب شرق آسیا عمدتاً بودایی با جمعیت اقلیت مسلمان است. البته در مالزی، مسلمانان اکثریت را تشکیل می‌دهند و بودایی‌ها در اقلیت هستند.

## برای مطالعهٔ بیشتر
- Bernard Philippe Groslier (1962). The art of Indochina: including Thailand, Vietnam, Laos and Cambodia. Crown Publishers.
- History of the mountain people of southern Indochina up to 1945 (Bernard Bourotte, i.e. Jacques Méry, U.S. Agency for International Development, 195?